# Dean Edwards
Dean Edwards (n. 	30 iulie 1970) este un comediant american, care a jucat în SNL.

## Legături externe
- Site oficial
- Dean Edwards la Internet Movie Database

1. ↑  „Dean Edwards”, Internet Movie Database